# Faustyn
Faustyn – imię męskie pochodzenia łacińskiego, wywodzące się od rzymskiego nazwiska Faustinus, które pierwotnie oznaczało „pochodzący od Fausta, należący do Fausta”. Imię to nosiło wielu świętych, a jednym ze znanych jest św. Faustyn, wspominany 15 lutego ze swoim bratem, św. Jowitą. Łacińska grupa, od której imię to pochodzi (faustus — „błogi, pomyślny”, ale także faveo, favi, fautum — „sprzyjać, być przychylnym”) nie ma pochodzenia indoeuropejskiego oraz pewnych odpowiedników w żadnym języku indoeuropejskim.
Żeński odpowiednik: Faustyna. Męskie imię Faustyn występuje sporadycznie. Jest wielokrotnie rzadsze od żeńskiej formy, również rzadkiej. Imię pierwsze Faustyna nosi 3790 kobiet, a imię drugie Faustyna noszą 9032 kobiety. W styczniu 2025 r. w rejestrze PESEL, wśród publicznie dostępnych danych dotyczących osób żyjących, wykazano 87 mężczyzn o imieniu Faustyn nadanym jako imię pierwsze oraz 148 z imieniem drugim.
Faustyn imieniny obchodzi 15 lutego, 26 lutego i 29 lipca.

## Mężczyźni o imieniu Faustyn
- św. Faustyn (męczennik)
- św. Faustyn (biskup)
- Faustyn Juliusz Cengler
- Mikołaj Faustyn Radziwiłł – miecznik wielki litewski od 1710 oraz wojewoda nowogródzki w latach 1729–1740
- Edmund Faustyn Biernacki – lekarz lwowski, wprowadził tzw. odczyn OB (odczyn Biernackiego)[2],
- Faustyn Czerwijowski – bibliotekarz, organizator Biblioteki Publicznej miasta stołecznego Warszawy.